# 舍尔托塞拉别墅
舍尔托塞拉别墅（Villa Certosella）是意大利南部卡普里岛的一个酒店。它是卡米尔·都·洛克勒在卡普里时的住所。插图画家Jan Styka扩建别墅，改为意大利文艺复兴风格。后来，埃德温·赛利奥征用了这所房子，使它现在成为伊格纳修·赛利奥地产的一部分。赛里奥除去了这座建筑的文艺复兴元素，将其恢复为地中海住宅风格。建筑大师路易吉·德西里奥在这块地产上工作。

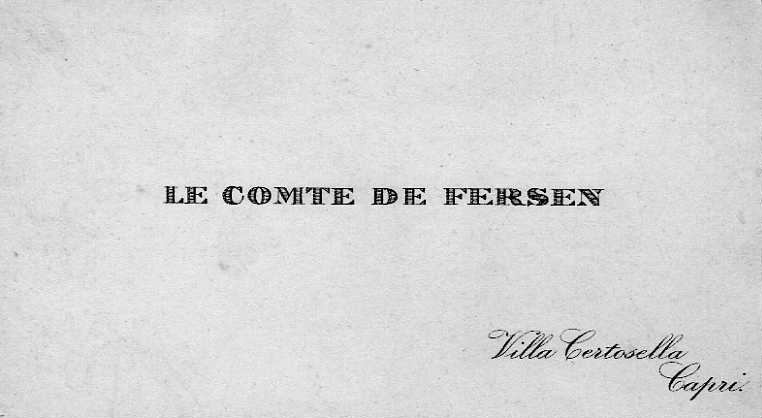
费尔森的名片

费尔森在少年之爱别墅完成以前，曾住在舍尔托塞拉别墅。
今天的别墅是一家酒店，有引人注目的花园。